# Turniej Sylwestrowy
Turniej Sylwestrowy – turniej w skokach narciarskich organizowany w ramach Pucharu Świata kobiet rozgrywany w sezonach 2021/2022 i 2022/2023. Na przełomie 2023 i 2024 roku został zastąpiony przez Turniej Dwóch Nocy.
Zawody składają się z dwóch (w sezonie 2022/2023 czterech) indywidualnych konkursów rozgrywanych na skoczni normalnej w Ljubnie (w sezonie 2022/2023 dwa z czterech konkursów zostały rozegrane na skoczni w Villach). Konkursy są rozgrywane w systemie KO (analogicznie jak w Turnieju Czterech Skoczni). W zawodach startuje 50 zawodniczek dobieranych w pary (pierwsza w kwalifikacjach z pięćdziesiątą, druga z czterdziestą dziewiątą itd.). Do rundy finałowej awansują zwyciężczynie par i pięć tzw. szczęśliwych przegranych czyli zawodniczek z najlepszymi wynikami, spośród tych, które przegrały w swojej parze. Zwyciężczyni turnieju otrzymuje trofeum Złotą Sowę (wartość szacowana na ponad 10 000 euro) i 10 000 franków szwajcarskich, inspirowaną Złotym Orłem z TCS.

## Skocznie
| Nazwa skoczni | Nazwa skoczni        | Miejscowość | K   | HS   | Rekord skoczni | Rekord skoczni         | Rekord skoczni |
| ------------- | -------------------- | ----------- | --- | ---- | -------------- | ---------------------- | -------------- |
|               | Logarska dolina      | Ljubno      | K85 | HS94 | 96,5 m         | Daniela Iraschko-Stolz | 12.02.2017     |
|               | Villacher Alpenarena | Villach     | K90 | HS98 | 96,5 m         | Marita Kramer          | 29.12.2022     |

## Podium klasyfikacji generalnej Turnieju Sylwestrowego
| Edycja | Rok       | 1. miejsce    | 2. miejsce       | 3. miejsce     |
| ------ | --------- | ------------- | ---------------- | -------------- |
| 1      | 2021/2022 | Marita Kramer | Nika Križnar     | Sara Takanashi |
| 2      | 2022/2023 | Eva Pinkelnig | Anna Odine Strøm | Nika Križnar   |